# 百々政幸
百々政幸　(もも まさゆき、1968年11月12日 - )　は、日本のシンセサイザープログラマー、シンセサイザー奏者、作曲家、編曲家、サウンドエンジニア、リミキサー。
過去参加作品や雑誌などへの執筆の際に於いては、本名のほか、DUMMY、MOMO　と記名される場合もある。

## 来歴
そもそも音楽は不得意であったが幼少より楽器自体には興味を示し、オモチャの電子オルガン、親戚の家にあった足踏みオルガン、自宅にあったフォークギターなどで音の響きや構造にハマり、演奏というより効果音としての道具として遊ぶ。 
音楽好きの家族に囲まれコンプレックスに感じながらも、小学生の夏休みに近所の神社で祭り太鼓隊に志願。これが初の人前での演奏体験となる。またのちにクラスメートと顧問の勧めで入ったブラスバンド部ではトランペットを担当。毎年夏に天王寺野外音楽堂で行なわれるたそがれコンサートに出演。これが初コンサート体験となる。が、すぐ後に転校する事になり已む無く退部。 
ある日、ひょんな事から従兄から貰った電子玩具を分解。その時に小さな電子回路から不思議な電子音が生成される驚きを経てその流れから辿り着いたシンセサイザーの存在に衝撃を受ける。 
小学・中学とエレクトリック・ポップ、電子音楽の洗礼を受け、とにかく電子楽器や宅録に関する記事やラジオ番組など読み聴き漁る日々を過ごす。親に買ってもらった電子ボード(電子ブロックの簡素版の様な類似品)、親のカセットテープレコーダー、友人から借りたシンセ（運良く転校先には電子音楽好きの友人が出来た）や電子オルガンなどを駆使し、コツコツ貯めた小遣いや、高校時分では稼いだアルバイト代を殆どつぎ込み、少しずつ人から譲り受けたり買い足した機材を増やして行き、当時地元でブームであったバンド活動でも演奏をコピーすることに虚しさを覚えてやめてしまいどうせならと音色や曲の構造をコピーするべく宅録や自動演奏に没頭、独学で曲作りも始め、演劇部などで使用する効果音や、知人にイベント用のBGMや効果音楽などを提供、初の対価を得た作品制作体験となる。 
卒業後入った大阪写真専門学校（現・ビジュアルアーツ）では名立たる講師陣について更に録音技術、電子音楽や音響について学びながらノイズ、インダストリアルに傾倒し、日々サンプリング素材を漁り続ける。 
強烈な個性の揃った恩師たちやクラスメイトたちからも刺激を受けまくった当時の母校を振り返り「あれは音響版虎の穴だった」と形容するほど濃い学園生活だった。 
在学時より、先輩や恩師たちの手引きもあり、大阪市内の音楽制作スタジオにアルバイトを経て就職、転勤で東京のマルチメディアの制作会社へ。シンセサイザー・プログラマーと言う職業に従事。当時、出来たばかりのJSPAに所属。（'18年9月、長年の幽霊会員状態を経て退会） 
転勤後も仕事としての音楽だけでは飽き足らず、本業をこなしつつも夜な夜な同志を募り、当時若手の映像クリエイター達数人と主に目黒、渋谷、六本木等都内クラブを行脚しつつライブスポット等を拠点に実験めいた電子音楽、即興パフォーマンスを追究、以後数年にわたり、不定形ではあるがライヴ活動を続ける。  
コミュニティでの活動
　この仲間達と当時在籍していた会社の空き時間に各機材を使って開いた大掛かりなインスタレーションパーティでは、やはり同世代のイラストレーターや写真家達を招き、好評を得る。（偶然にもこの時上映された映像作品のモデルをしていたのが後に出会う福間ミサであった。）
なお当時の仲間には現在活躍中のグラフィックデザイナーやプロデューサー（鶴田聖子、小島淳二、Higuchinsky、オダイッセイ、他）も居た。
　同時期、学生時代より何かと目をかけて貰って居た小西健司氏の手引きで始めたパソコン通信（インターネットが一般化するもっと前）にどっぷりのめり込み、当時未だ遭遇する前の稲見淳氏、福間創氏（のちにライブイベントで初対面）をはじめとする電子音楽仲間や諸先輩とも、中古とはいえ当時大枚はたいて購入したMacPLUSの9インチモノクロ画面の文字情報を通じて知りあう。
　これらのコミュニティからの延長線上で、小西健司率いるレーベル、I.B.M.（アイアンビートマニュフェスト）や、同じく稲見淳率いるCAVEの面々とネットを介して「PersonalDance」シリーズ、通信ソフトFirst-ClassをベースとするコミュニティXD-OsakaのExtraCD-ROM「XD-Submit」シリーズ等にも参加。
　90年代に入ってからは怒涛のレコーディング三昧と同時に、仕事上でもユニットで動くことが多くなり、中でも大阪時代から懇意であったアレンジャーの森俊之氏、エンジニアの小田真氏とで数プロジェクトをこなす中、ヴォーカルの弓田佳代（現在、元々仕事では知り合いだったボーカリストKIKI氏率いる「シューブ」というゴスペルグループに所属していることが発覚！）とのユニットRossoを一時的に結成。ミニアルバム一作と幻のプロモーションビデオ撮影を遺し解体。
プライベートでは、友人につきあって日大江古田キャンパスの某ゼミに顔を出し、たまたまその日に納入された脳波測定のコンピューター操作を覚えてしまったため、翌週からゼミの貫行子先生にくっついてミュージックセラピーの実験の助手をしに朝から満員電車の中通う時期もあった。
　90年代中盤、小西氏及び4-Dが来演する度に機材面でのサポートをしていたが、氏のP-MODEL加入と同時にP-MODELの機材サポートも開始。「電子悲劇エノラ」ツアーまでを務める。この時機を前後してP-MODELに加入当初の福間創氏と再会。後に仕事で参加したYapoosのレコーディングでライオン・メリィ氏の傍らにひっそり佇む山口慎一氏とも知りあい、鉄の音の交換会。以来の交流が現在も続いている。
個人名義での製作と並行して後述のAmbient7やF.E.O.D.、SoyuzProjectやDUMMY、、COHERENCEなど、若しくは変名で、イベント、CM、アミューズメントのBGM、ムービーの音楽、リミックス等のプロジェクトをこなす事も多々あり。 
ほかにも、アルバイト的に立ち上げたNARASAKI氏との制作プロジェクト「qwerty」として活動経験があり「アクエリアンエイジ」の劇伴制作を行う。後年、有難い事にサウンドトラックが好評を得ていた事に驚く。 
シンセサイザー・プログラマーとしての活動
在学中より音楽制作スタジオにてアルバイトを経てそのままスライド就職、当時マルチメディアの黎明期でもあり、そのまま東京の映像・イベント制作会社の音楽部門スタッフとして異動。多くの企業VP、CM、イベント音楽制作スタッフとして活動の傍ら、自らも音楽制作やライブ活動、アーティスト作品のレコーディングやツアースタッフとして参加。
のちに音楽部門のメンバーで創立した音楽制作会社のスタッフとして、レコーディング業務、コンサートスタッフ、専門誌などへの執筆業務等を経てフリーランスに。
これまでに巨匠、若手、老若男女、アンダーグラウンドからオーバーグラウンドまで幅広くアーティストを補佐、レコーディングやツアーにも参加し、多くの作品にも参加。
通常のアンサンブルなど楽曲に対するプログラミングの他、自前のB級シンセサイザー多数を操り、特にアナログシンセでのパッチ・ワークやデジタル過渡期の音源を使ってのトリッキーな音作り、エラー音やサンプルのコラージュ、各種ノイズ・外来音源の採集とこれらのエディットを得意とする。

## 参加作品・アーティスト
シンセサイザー・プログラミング / シンセアレンジ / エンジニアリングなど　（順不同・敬称略）
・西司 / あんべ光俊 / 酒井美紀 / 石田長生 / サンディー・ラム / 朝本千可 / 上田正樹 / やしきたかじん/KENJIRO / P-model / ヤプーズ / 樋口了一 / 澤いづみ / ビーシャープ / 恩田晃 / Broken Pieces / HONZI / モダンチョキチョキズ / Mari-Mari / 上領亘 / 小泉今日子 / 高橋洋子 / Girls Be / 濱田マリ / 宇多田ヒカル / 西岡恭三 / SUICIDE SPORTS CAR / Stereo Liquid / Jaya / ASH / Ning Baizura / undo / Jeanne / ことぶき光 / SORTITA(TRIAD) / ルシド・バレイヌ / MASK / ν［NEU］ / THE ALFEE / 吉田栄作 / 西田ひかる / 小橋賢児 / 平松愛理 / カジャ＆ジャミン / オプティック・ナーヴ / 神山剛 / 萩原朝子 / トミーズ雅 / THE WILLARD / TOKIO（城島茂） / アインスフィア / ISIS / 彩月 / 荒木一郎 / サイコ・ル・シェイム / HERO / TECHMA! / SANA / 岸根光（bluevox） / 川喜多美子(D-DAY) / HOPCLUB / Chick Chick for Peace / Meajyu / 冨田勲 / ワイルダネス / minus(-) 他多数

シンセサイザー・プログラミング / カバーアレンジ / リミックスなど　（順不同・敬称略）
・EveryLittleThing (Ambient7名義)「Future World」
・CASCADE (with Bad Attitude)「コングラッチェ」
・欧陽菲菲 (名義不明)「Love Chase」
・Puffy (with Bad Attitude)「ネホリ-ナ ハホリ-ナ」(PRMXより)
・浜崎あゆみ (個人またはAmbient7)「M」「Seasons」「NeverEver」
・エスターリナ 「星の木馬王」(エンダイヴより)
・The Stylistics (with Nao Nakamura) 「Can't Give You anything but My Love」
・SUICIDE SPORTS CAR (with Bad Attitude)「RISKY」
・80’s King Show（with 石塚伯広）「海のトリトン」(手塚治虫トリビュートより)
・岡村靖幸(with 岡村靖幸)「burning down the house (talking heads)」(Fine Time ～ A Tribute to NEW WAVEより)「太陽の破片」("BLUE" A TRIBUTE TO YUTAKA OZAKIより)
・SHAZNA (with SHAZNA、山口一久、今井一郎)「Tout Tout Pour Ma Chérie(Michel Polnareff)」
・X-JAPAN (with DJ TOKUNAGA、CUE)「ENDLESS RAIN 」(TranceXより)
・鏡リュウジ (with K-Ta、CUE)「GOD OF THE SUN」(SUN SIGN/MOON SIGN)より
・URBAN DANCE (COHERENCE名義)「WE ALL GO DOWN」(U-DNAより)
他多数
シンセサイザー・プログラミング / サウンドプロデュース など
・松本コンチータ /L.L.Brothers (Ambient7名義)
・小沢和美 / BLACK LOVE FANTOM / sitha
他多数

## 所属するバンド・ユニット
『COHERENCE』
- 2014年 - ヤプーズの山口慎一とユニットを結成する。[1] 打ち込みによるインストを作風としている。ギャラリー等への楽曲提供、リミックスなども手掛ける。

『VIDEOrODEO』
- 2000年代に入ってから現体制になる前の段階で『RockDoc』時代から親交のあったROMIO、石塚BERA伯広からの誘いで加入。

『pharmacy』
- dipのヤマジカズヒデ、石塚BERA伯広からの誘いで参加。ドラムのTELL、ギターのヨリモトサトシとはこの時に初顔合わせ。

『LOCO-APES』
- ドラムのTELL、『RockDoc』時代から親交のあったギターのTANからの誘いで加入。そもそもは屋外ライブイベント用に組まれたユニットで、殆どの曲は長尺でサイズは決まっておらず、ライブ毎に構成が変わるという半分即興のようなスタイルを得意とする。

『HUB』
- 石塚BERA伯広主催のイベントでドラムに005Harry＋COHERENCEで演奏したあとの打ち上げで盛り上がった際、遊びに来ていたURBAN DANCEの小山謙吾がこのメンバーでまた打ち上げがしたいからバンド組もうという事で結成。バンド名は石塚の発案によるもの。

『MS1/2』
- SITHAのヨリモトサトシと水面下で暗躍するアンビエントユニット。

『ナカムラルビイとデリケートゾーンズ』
- AUTO-MOD、krishnablue等で活動するYukinoからの誘いで加入。ドラムはTELL、ベースは101AのThe k。

『Ambient7』への参加
- 1994年 - 過去にアルバム制作に携わった経緯もある、女性サックスプレイヤーの朝本千可からの声かけでAmbient7に参加。
- 1995年 - 初のアルバム「Escape」作成と同時に都内クラブ、バリ島などでライブ活動開始。以降ヴェルファーレや、韓国 昌原スタジアム等でもイベントに出演。同時に他アーティストへの楽曲やアレンジなども手掛ける。
- 2001年 - 3枚目のアルバム「Island」発表後はライブ活動や他アーティストのサウンドプロデュースに専念。現在は活動休止中だが再開の話も出ている。

『TIMECONTROL』への参加
- 1995年 - 小西健司率いるIronBeatManifesto、稲見淳（英語版）率いるCAVE及びXD-Osaka等の活動を通じ、意気投合した面々で、ドラム、ベース、ギター、ダンス＆ボイス、シンセサイザーという構成で実験的なライブを展開。神戸・大阪を中心に活動。サブローザレーベル、エレクトロオームよりアルバムを出している。

『F.E.O.D.』への参加
- 1998年 - 成田忍、上領亘、稲葉雅巳(現・武内秀光)らによるイベントRENOVATION WAVEを通じて今井一郎、堀宣良と知り合い意気投合。そのまま加入。
- 2000年 - 都内クラブイベント等でライブ活動、FM-FUJIでラジオ番組、globe『MARC 裏ツアー「SHOCK INSIDE MY BRAIN」』のバックトラック制作およびバックバンドとして参加。

『soyuz project』への参加
- 2001年 - P-MODELの元メンバーとしても知られ、当時ヤプーズにも在籍していた福間創の音楽ユニット『soyuz project』に参加する。
- 2005年 - この年までメンバーとして活動していたが、脱退。その後、soyuz projectは福間のソロユニットとなる。
- 2014年 - 福間がsoyuz projectを解散し、個人名義で活動する事を宣言。ラストライブに同じく元メンバーとして在籍していた山口慎一と共にゲスト出演する。[2]

冨田勲『イーハトーヴ交響曲』への参加
- 2012年 - 冨田勲が初音ミクを起用し作曲、演奏を行った『イーハトーヴ交響曲』にプログラミングサポート、オペレーターとして参加。
- 2016年 - 『ドクター・コッペリウス』にプログラミングサポート、オペレーターとして参加。

## 関連人物
- 小西健司 - 4-Dのメンバー。恩師でもある。P-MODEL在籍時ではスタッフとして、『馬騎尚寺』ではライブ活動やリミックスワークを共にしている。
- 山口慎一 - 『soyuz project』で共に活動したのち、山口と２人で『COHERENCE』を結成し活動している。[1]
- 石塚BERA伯広 - ヤプーズの元メンバー。2019年に逝去。上領亘の『鴉』シリーズ以来親交が深く、彼がプロデュースするバンドのサウンドメイキングも手伝った事もあり、『pharmacy』『VIDEOrODEO』『HUB』等で活動を共にした。
- 福間創 - P-MODEL在籍時ではスタッフとして、2001年から2005年まで『soyuz project』で共に活動していた。ヤプーズのメンバーとして活動していた事もある。
- ことぶき光  - P-MODEL在籍時より親交があり、プノンペン・モデルに於いてもスタッフとして関わりがある。『イーハトーヴ交響曲』『ドクター・コッペリウス』でも作業を共にしている。
- NARASAKI - 『super creeps』在籍時に石塚、上領からの紹介で知り合い、公私ともに親交がある。qwerty名義でアニメ作品の劇版製作をしたり、マスタリングエンジニアとしても信頼をおいている。
- 森俊之 - 大阪の音楽制作スタジオ時代から親交があり、90年代には彼が参加するバンドやサウンドプロデュース作品などのシンセサイザー・プログラミングを数多くこなす。大先輩としても佳き兄貴分としても尊敬している。
- 小川文明 - 古くはKORGのデモンストレーター時代に知り合い、東京での制作スタジオ時代より親交があった。彼のサポートするバンドや多くの商業作品、イベント音楽などのプログラミングをサポートする。音色づくりに関するよき理解者であり兄貴分として尊敬している。